# یورک اسکاندیناوی
یورک اسکاندیناویایی (که در آن زمان با نام Jórvík شناخته می‌شد) یا یورک دانمارکی اصطلاحی است که توسط مورخان برای جنوب نورثامبریا (یورک‌شر امروزی) در اواخر قرن نهم و نیمه اول قرن دهم، زمانی که پادشاهان جنگجوی اسکاندیناوی بر آن تسلط داشتند؛ به ویژه برای اشاره به یورک، شهری که توسط این پادشاهان کنترل می‌شد، استفاده شده‌است.
پادشاهان نورس مقادیر متفاوتی از نورثامبریا را از ۸۷۵ تا ۹۵۴ میلادی کنترل کردند. با این حال، این منطقه برای دوره‌های کوتاهی توسط آنگلوساکسون‌ها بین سال‌های ۹۲۷ تا ۹۵۴ مورد تهاجم و تسخیر قرار گرفت تا اینکه در نهایت در سال ۹۵۴ توسط آنگلوساکسون‌ها ضمیمه شد. در طول این دوره ارتباط نزدیکی با پادشاهی دوبلین که عمری طولانی‌تر داشت، داشتند.